# Krško (comune)
Krško (in tedesco Gurkfeld) è un comune sloveno di 25 833 abitanti della Slovenia centro-orientale, nella regione tradizionale della Bassa Carniola.
Nel territorio comunale si trova l'unica centrale nucleare slovena.

## Geografia antropica

### Suddivisioni amministrative
Oltre al capoluogo omonimo, del comune di Krško fanno parte i seguenti insediamenti (naselja):
- Anovec
- Anže
- Apnenik pri Velikem Trnu
- Ardro pod Velikim Trnom
- Ardro pri Raki
- Armeško
- Brege
- Brestanica
- Brezje pri Dovškem
- Brezje pri Raki
- Brezje pri Senušah
- Brezje v Podbočju
- Brezovica v Podbočju
- Brezovska Gora
- Brlog
- Brod v Podbočju
- Bučerca
- Celine
- Cesta
- Cirje
- Črešnjice nad Pijavškim
- Čretež pri Krškem
- Dalce
- Dedni Vrh
- Dobrava ob Krki
- Dobrava pod Rako
- Dobrova
- Dol
- Dolenja Lepa Vas
- Dolenja Vas pri Krškem
- Dolenja Vas pri Raki
- Dolenji Leskovec
- Dolga Raka
- Dovško
- Drenovec pri Leskovcu
- Drnovo
- Dunaj
- Frluga
- Gmajna
- Golek
- Goli Vrh
- Gora
- Gorenja Lepa Vas
- Gorenja Vas pri Leskovcu
- Gorenje Dole
- Gorenji Leskovec
- Gorica
- Gorica pri Raztezu
- Gornje Pijavško
- Gradec
- Gradišče pri Raki
- Gradnje
- Gržeča Vas

- Gunte
- Hrastek
- Ivandol
- Jelenik
- Jelše
- Jelševec
- Kalce
- Kalce–Naklo
- Kališovec
- Kerinov Grm
- Kobile
- Kočno
- Koprivnica
- Koritnica
- Kostanjek
- Kremen
- Kržišče
- Leskovec pri Krškem
- Libelj
- Libna
- Loke
- Lokve
- Lomno
- Mali Kamen
- Mali Koren
- Mali Podlog
- Mali Trn
- Malo Mraševo
- Mikote
- Mladje
- Mrčna Sela
- Mrtvice
- Nemška Gora
- Nemška Vas
- Nova Gora
- Osredek pri Trški Gori
- Pesje
- Pijana Gora
- Planina pri Raki
- Planina v Podbočju
- Pleterje
- Podbočje
- Podlipa
- Podulce
- Površje
- Premagovce
- Presladol
- Pristava ob Krki
- Pristava pod Rako
- Pristava pri Leskovcu
- Prušnja Vas
- Raka
- Ravne pri Zdolah

- Ravni
- Ravno
- Raztez
- Reštanj
- Rožno
- Šedem
- Sela pri Raki
- Selce pri Leskovcu
- Selo
- Senovo
- Senožete
- Senuše
- Slivje
- Smečice
- Smednik
- Spodnja Libna
- Spodnje Dule
- Spodnje Pijavško
- Spodnji Stari Grad
- Srednje Arto
- Srednje Pijavško
- Sremič
- Stari Grad
- Stari Grad v Podbočju
- Stolovnik
- Stranje
- Straža pri Krškem
- Straža pri Raki
- Strmo Rebro
- Šutna
- Trška Gora
- Velika Vas pri Krškem
- Veliki Dol
- Veliki Kamen
- Veliki Koren
- Veliki Podlog
- Veliki Trn
- Veliko Mraševo
- Veniše
- Videm
- Vihre
- Volovnik
- Vrbina
- Vrh pri Površju
- Vrhulje
- Žabjek v Podbočju
- Zabukovje pri Raki
- Žadovinek
- Zaloke
- Zdole
- Ženje

## Economia

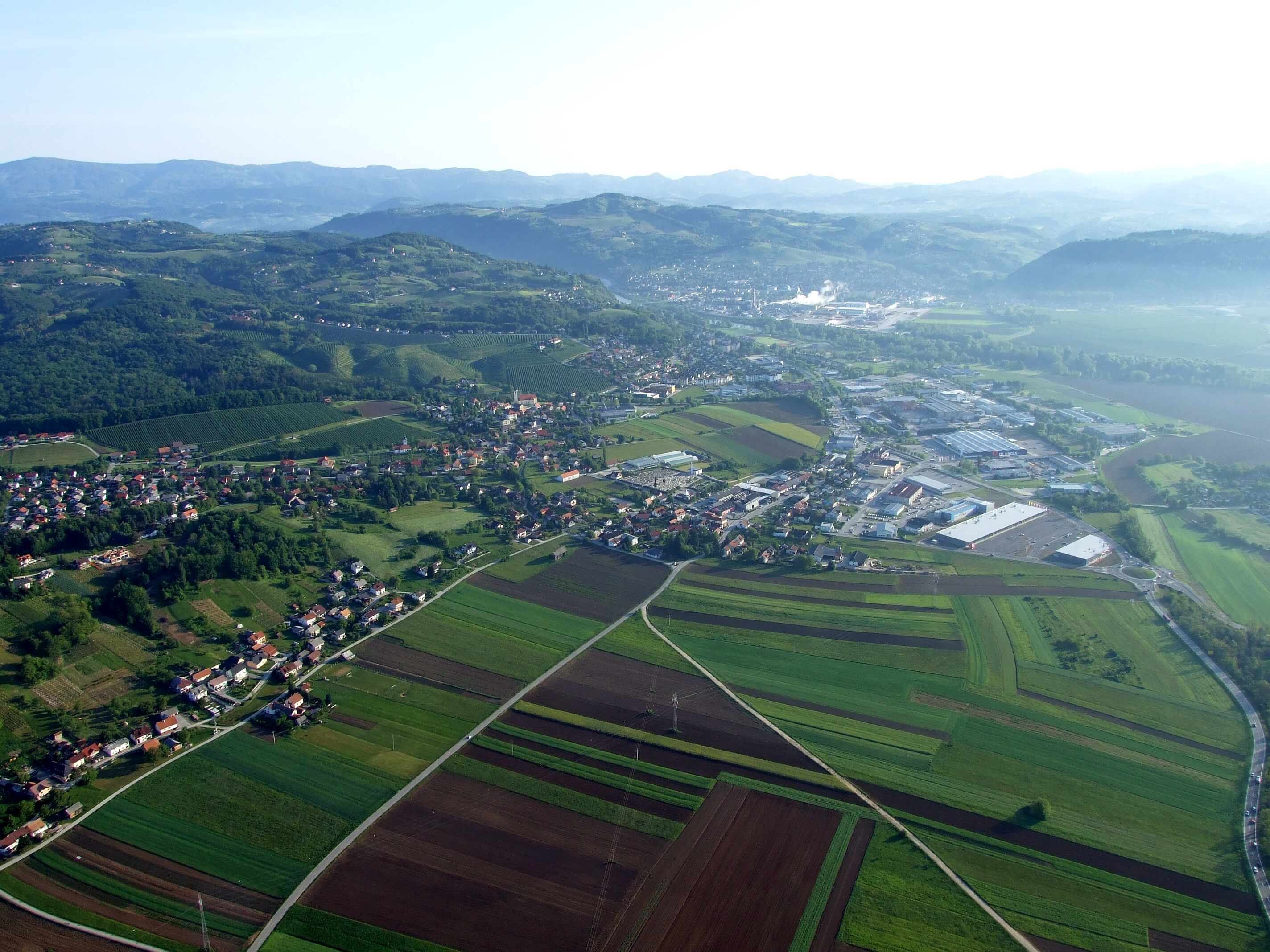
Veduta aerea della pianura intorno a Krško

Il settore secondario del comune di Krško include le industrie edili, metallurgiche, della carta, tessili, di lavorazione del legno, agrarie, commercio e trasporti, mentre il settore terziario è costituito dal turismo, in continua espansione. Le fertili pianure a sud-est del capoluogo lungo le rive della Sava, note con il nome di Krško - brežiško polje, vengono utilizzate per la coltivazione di viti e di alberi da frutto, quali meli, peri, peschi, albicocchi e susini. Vigneti locali producono vini come il Cviček, il Laški Rizling e Blaufränkisch, oltre allo Sremičan rosso e ad altri maturati nelle cantine locali.

## Luoghi d'interesse
- Grotta di Kostanjevica, ai piedi delle colline Gorjanci
- Foresta di Krakovo, l'unica foresta vergine in Slovenia, nella quale cresce la Quercus robur, che fornisce un habitat per parecchie specie animali rare e in via di estinzione.